# موزاییک (ژنتیک)

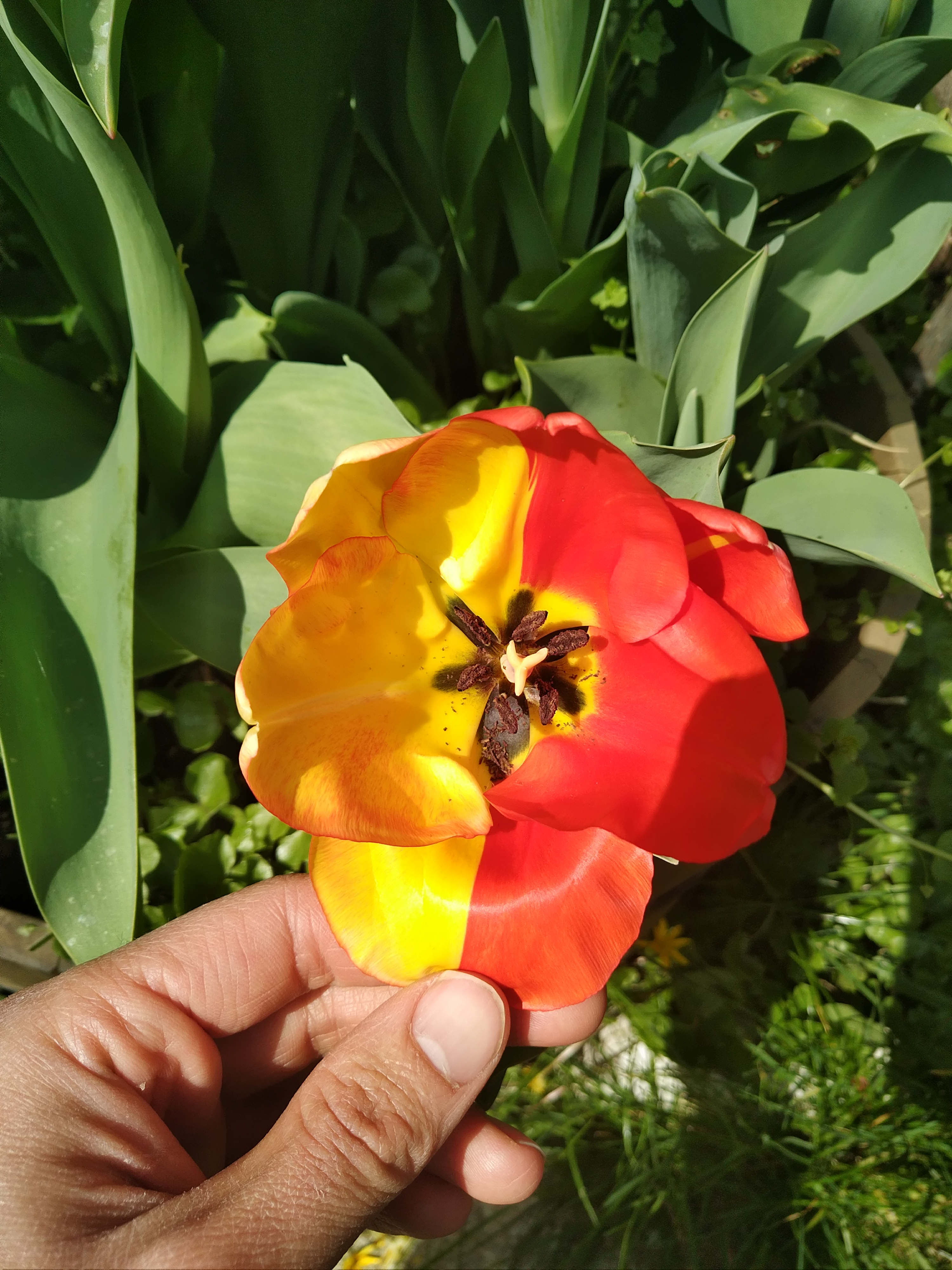
گل لاله با موزاییسمی که در اولین تقسیم سلولی روی داده است

موزاییک یا موزاییسم نوعی اختلال ژنتیکی، ناشی از ژنوم متفاوت حاصل از یک سلول زیگوت است.
سندرم داون موزائیک یا موزاییسم نوعی نادر از سندرم داون است. سندرم داون یک اختلال ژنتیکی است که منجر به یک کپی اضافی از کروموزوم 21 می شود. افراد مبتلا به سندرم داون موزاییک، مخلوطی از سلول ها دارند. برخی از آنها دو نسخه از کروموزوم 21 و برخی دیگر سه نسخه دارند.
سندرم داون موزائیک در حدود 2٪ از همه موارد سندرم داون را تشکیل می دهد. افراد مبتلا به سندرم داون موزائیک اغلب ، اما نه همیشه ، علائم سندرم داون کمتری دارند زیرا برخی از سلول ها نرمال هستند.
علائم سندرم داون موزاییک
کپی های غیرعادی کروموزوم آرایش ژنتیکی کودک را تغییر می دهند و درنهایت بر رشد ذهنی و جسمی آنها تأثیر می گذارند.
افراد مبتلا به سندرم داون معمولاً دارای موارد زیر هستند :
گفتار آهسته ترضریب هوشی پایین ترصورت صافگوش های کوچکقد کوتاهترچشمهایی که به سمت بالا متمایل هستندلکه های سفید روی عنبیه چشم
سندرم داون گاهی اوقات با تعدادی از مشکلات سلامتی دیگر همراه است ، از جمله:
آپنه خواب ، یک مشکل سلامتی که باعث می شود هنگام خواب به طور موقت تنفس شما متوقف شودعفونت های گوشاختلالات ایمنیاز دست دادن شنوایینقایص قلبیاختلالات بیناییکمبود ویتامین
این علائم همچنین در افراد مبتلا به سندرم داون موزائیک شایع هستند. اما ممکن است تعداد علائم کمتری داشته باشند. به عنوان مثال ، مبتلایان به سندرم داون موزائیک از ضریب هوشی بالاتری نسبت به افراد با اشکال دیگر سندرم داون برخوردار هستند.
تشخیص
پزشکان می توانند آزمایشاتی را برای غربالگری سندرم داون در دوران بارداری انجام دهند. این آزمایشات احتمال ابتلا جنین به سندرم داون را نشان می دهد و می تواند مشکلات سلامتی را زودتر تشخیص دهد.
تست های غربالگری
آزمایشات غربالگری برای سندرم داون به عنوان آزمایش های معمول در دوران بارداری ارائه می شوند. آنها معمولاً در سه ماهه اول و دوم انجام می شوند. این تست ها میزان هورمون خون را برای تشخیص ناهنجاری ها اندازه گیری می کنند و از سونوگرافی برای جستجوی مایعات غیر معمول در گردن کودک استفاده می کنند.
آزمایشات غربالگری تنها احتمال بروز سندرم داون در کودک را نشان می دهد. این آزمایشات نمی توانند سندرم داون را تشخیص دهند. گرچه می توانند مشخص کنند که آزمایش های بیشتری برای تأیید تشخیص نیاز است.
تست های تشخیصی
آزمایشات تشخیصی می توانند تأیید کنند که آیا کودک شما قبل از تولد دارای سندرم داون است یا خیر. دو آزمایش تشخیصی متداول نمونه‌برداری از پرزهای جفتی (CVS) و آمنیوسنتز هستند.
هر دو آزمایش نمونه برداری هایی از رحم را برای تجزیه و تحلیل کروموزوم ها انجام می دهند. نمونه‌برداری از پرزهای جفتی از نمونه ای از جفت برای این کار استفاده می کند. این آزمایش می تواند در سه ماهه اول انجام شود. آمنیوسنتز نمونه ای از مایع آمنیوتیک اطراف جنین در حال رشد را تجزیه و تحلیل می کند. این تست به طور معمول در سه ماهه دوم انجام می شود.
سندرم موزائیک داون معمولاً از طریق درصد مشخص می شود. برای تأیید سندرم داون موزاییک ، پزشکان کروموزومهای موجود در20 سلول را تجزیه و تحلیل می کنند.
اگر 5 سلول دارای 46 کروموزوم و 15 سلول دارای 47 کروموزوم باشند ، کودک دارای تشخیص سندرم داون مثبت می شود. در این حالت ، کودک دارای 75 درصد موزاییسم خواهد بود.
نگاه کلی
هیچ درمانی برای سندرم داون موزائیک وجود ندارد. والدین می توانند وضعیت را قبل از تولد تشخیص دهند و برای هرگونه نقص هنگام تولد و مشکلات سلامتی آماده شوند.
امید به زندگی برای مبتلایان به سندرم داون بسیار بیشتر از گذشته است. اکنون می توان انتظار داشت آنها تا بیش از 60 سال زندگی کنند. علاوه بر این کار درمانی، گفتار درمانی و رفتار درمانی زود هنگام می تواند کیفیت زندگی بالاتری را به افراد مبتلا به سندرم داون ارائه دهد و توانایی های فکری آنها را بهبود بخشد.